# Toxorhina (Toxorhina) pergracilis
Toxorhina (Toxorhina) pergracilis is een tweevleugelige uit de familie steltmuggen (Limoniidae). De soort komt voor in het Neotropisch gebied.